# Limonium flagellare
Il limonio flagellare (Limonium flagellare (Lojac.) Brullo) è una pianta appartenente alla famiglia delle Plumbaginaceae, endemica della Sicilia.

## Descrizione
È una pianta perenne camefita suffruticosa, con fusti alti sino a 1 m che si ramificano dicotomicamente.
Le foglie sono disposte a formare una rosetta basale. I fiori hanno una corolla color lilla.

## Distribuzione e habitat
È una specie endemica del tratto di costa tra lo Zingaro e Balestrate (Sicilia nord-occidentale).
È una specie adattata a condizioni di alta salinità che predilige le scogliere calcaree.